# Nazionale maschile di hockey su ghiaccio dell'Ungheria
La nazionale di hockey su ghiaccio maschile dell'Ungheria (magyar férfi jégkorong-válogatott) è controllata dalla Federazione di hockey su ghiaccio dell'Ungheria, la federazione ungherese di hockey su ghiaccio, ed è la selezione che rappresenta l'Ungheria nelle competizioni internazionali di questo sport.

## Risultati
A livello olimpico la rappresentativa ungherese ha partecipato a tre edizioni dei Giochi olimpici, giungendo all'undicesimo posto nel 1928, al settimo nel 1936 e al sedicesimo nel 1964.
A livello di campionati mondiali, ha ottenuto i migliori risultati negli anni '30, con un quinto posto nell'edizione del 1937.